# 街区领导 (纳粹党)
街区领导（Blockleiter）是納粹德國于1933年设立的职衔，每位街区领导负责监管一个街区。该职衔属于纳粹党低级政治衔级。街区领导主要职责是在纳粹党组织和民众间建立最基本的联系。含有贬义的称呼“街区卫士”（指爱四处窥探，多管闲事的人）就是從街区领导衍生而來，在詞彙德国口语中沿用至今。